# 格里尼翁 (萨瓦省)
格里尼翁（法語：Grignon，法語發音：[ɡʁiɲɔ̃]）是法国萨瓦省的一个市镇，属于阿尔贝维尔区。

## 地理
格里尼翁（45°39'8"N, 6°22'33"E）面积9.29 平方千米，位于法国奥弗涅-罗讷-阿尔卑斯大区萨瓦省，该省份为法国东部省份，历史上为薩伏依的一部分，北起上萨瓦省，西接伊泽尔省和安省，南部和东部与上阿尔卑斯省和意大利接壤。
与格里尼翁接壤的市镇（或旧市镇、城区）包括：阿尔贝维尔、埃塞尔布莱、伊泽尔河畔日伊。

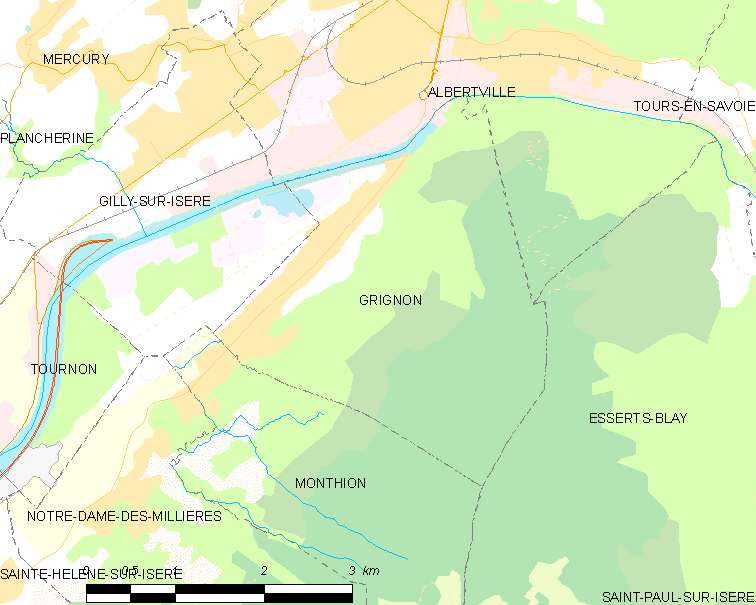
的OSM定位图

格里尼翁的时区为UTC+01:00、UTC+02:00（夏令时）。

## 行政
格里尼翁的邮政编码为73200，INSEE市镇编码为73130。

## 政治
格里尼翁所属的省级选区为阿尔贝维尔第二县。

## 人口

1962-2008年间人口变化图示

格里尼翁于2022年1月1日时的人口数量为2104人。